# Lissocampus bannwarthi
Lissocampus bannwarthi är en fiskart som först beskrevs av Paul Georg Egmont Duncker 1915.  Lissocampus bannwarthi ingår i släktet Lissocampus och familjen kantnålsfiskar. Inga underarter finns listade i Catalogue of Life.